# M7 (Russland)
Die M7 Wolga (russisch М7 «Волга») ist eine föderale Fernstraße in Russland, die Moskau durch das namensgebende Wolgagebiet mit Kasan verbindet. Sie ist ein Teil der Europastraße E22.
Die Hauptstrecke der M7 beginnt als Gorkier Chaussee (russisch Gorkowskoje schosse, nach dem Namen der Stadt Nischni Nowgorod zwischen 1932 und 1990) am Moskauer Autobahnring (MKAD) und führt in östlicher Richtung über Nischni Nowgorod nach Kasan. Die Seit 1990 verlängerte M7 von Kasan nach Ufa wurde mit der Verfügung von 1. November 2023 gestrichen. Grund für die Streichung ist, dass die M7 zwischen Kasan und Jelabuga in die im Bau befindliche M12 und die M7 zwischen Djurtjuli und Ufa in die R240 übergegangen ist. Die seit Anfang der 2000er Jahre bestehende Zweigstrecke von Jelabuga nach Perm wurde ebenfalls mit der Verfügung von 1. November 2023 gestrichen und an die R243 angeschlossen. Die Zweigstrecke von Wladimir nach Iwanowo die seit Anfang der 2000er Jahre ebenfalls Teil der M7 war, ist seit 2020 ein Teil der neu ausgewiesene R132.
Die M7 ist auf einer Länge von 45 km (Ortsumgehung Nischni Nowgorod) als Autobahn und in der Republik Tatarstan auf einer Länge von 130 km als autobahnähnliche Straße ausgebaut. Einige Abschnitte der M7 (etwa bei der Stadt Wladimir) sind Teil einer ehemals geplanten, aber in der ursprünglichen Form nie vollendeten durchgängigen Straßenverbindung von Moskau nach Peking. Dieses in der Zeit nach dem Zweiten Weltkrieg entstandene Projekt wurde verworfen, nachdem sich die Beziehungen zwischen der Volksrepublik China und der Sowjetunion in den 1960er-Jahren deutlich verschlechtert hatten.
Die bedeutendsten Bauwerke sind die Brücken über die Kljasma (zweimal in der Oblast Wladimir), die Oka in Nischni Nowgorod, über die Sura nördlich von Jadrin, über die Swijaga und die Wolga (Kuibyschewer Stausee) vor Kasan.

## Galerie

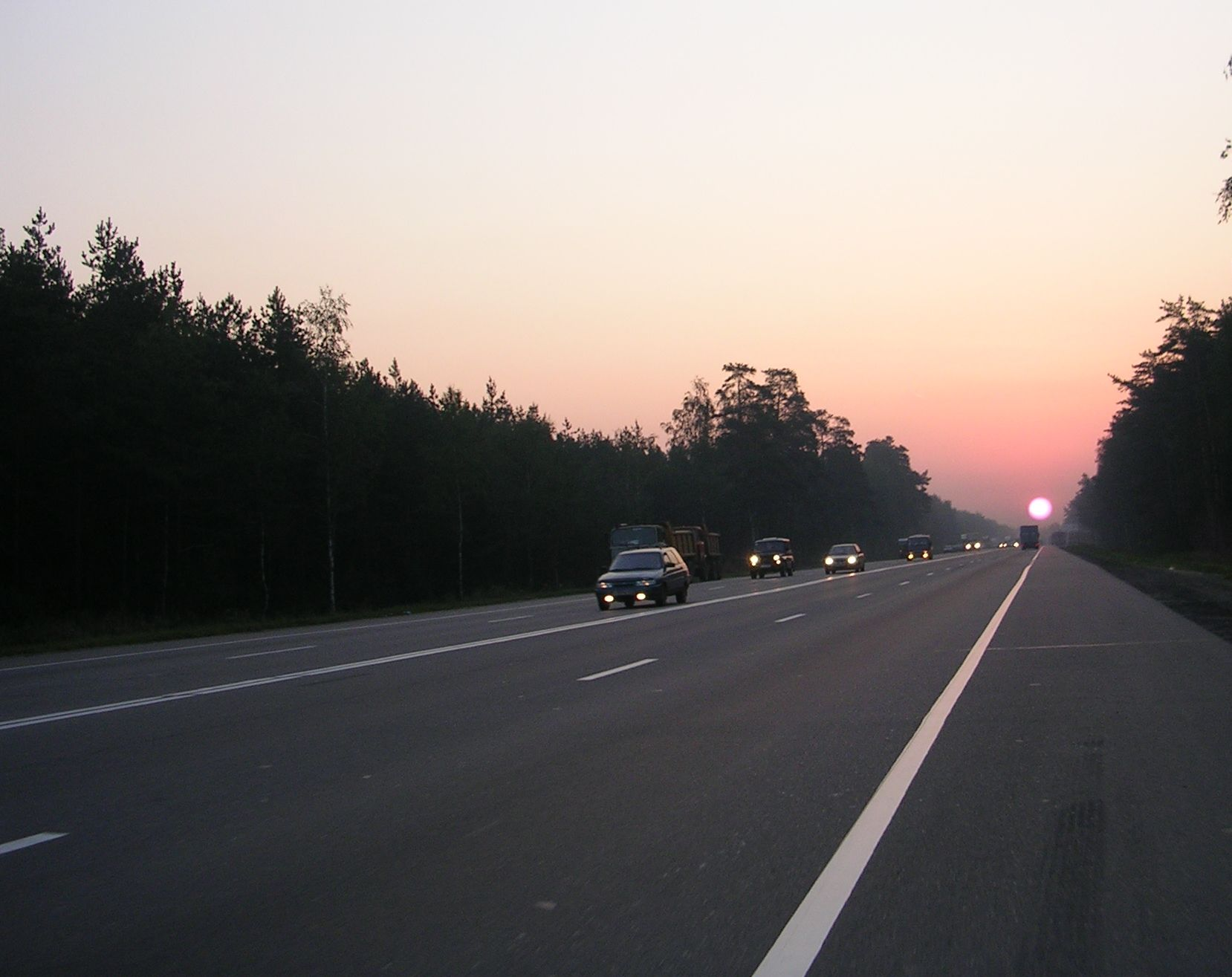
Die M7 bei Orechowo-Sujewo
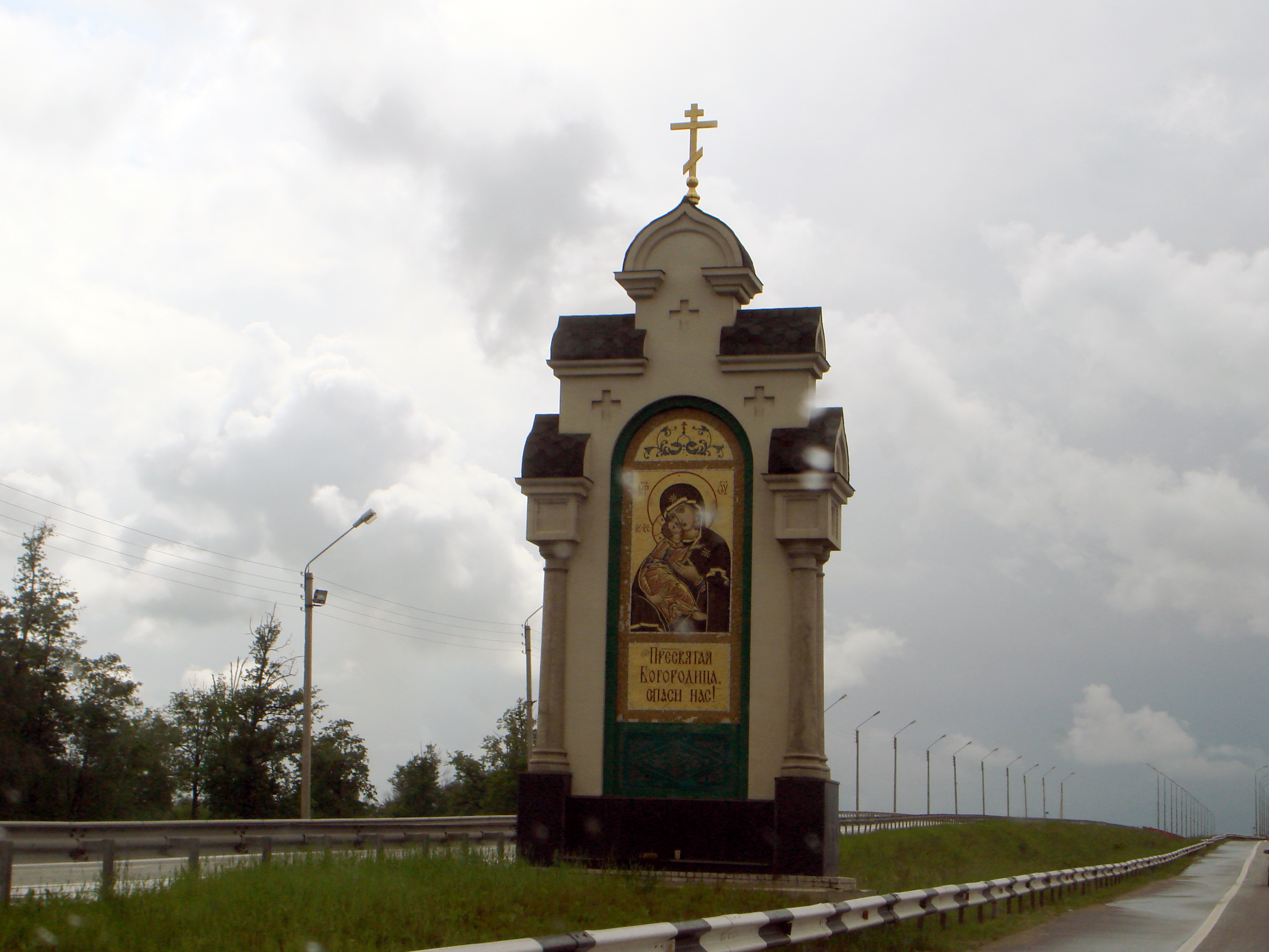
Eine große Gottesmutter-Ikone an der Oblastgrenze Wladimir – Nischni Nowgorod
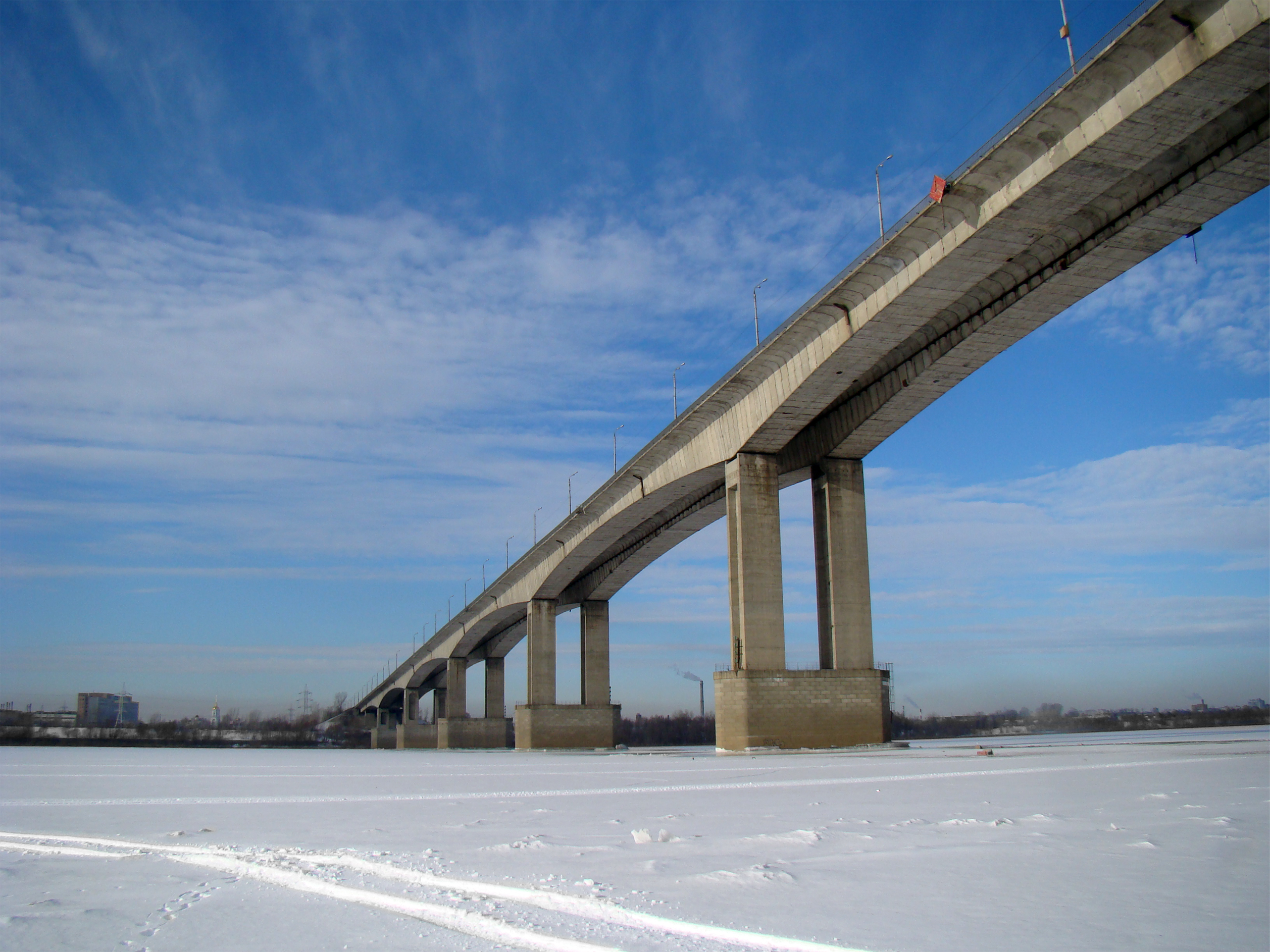
Oka-Brücke in Nischni Nowgorod (erbaut 1972–1981)
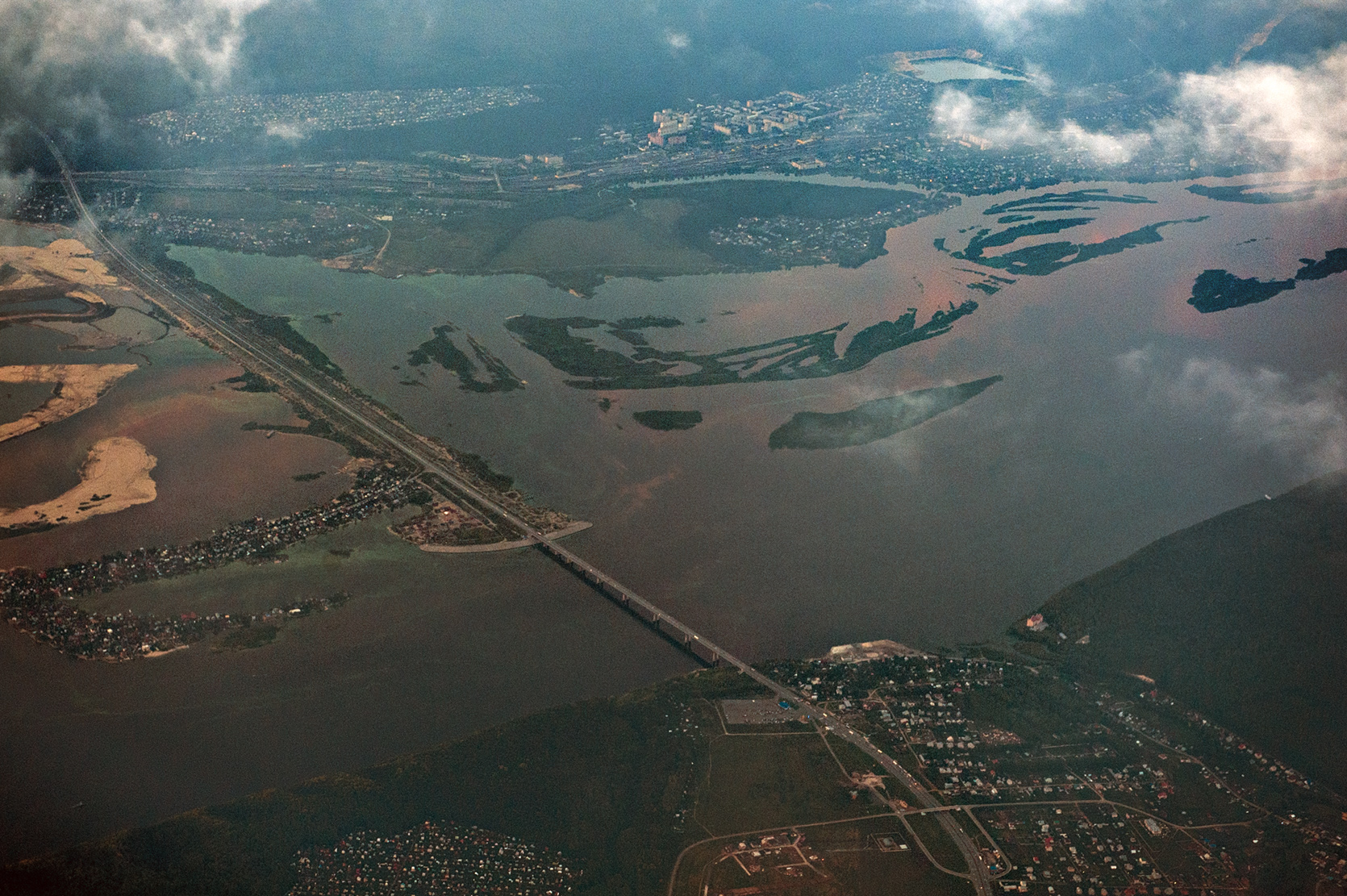
Wolga-Brücke bei Kasan (erbaut 1981–1989)
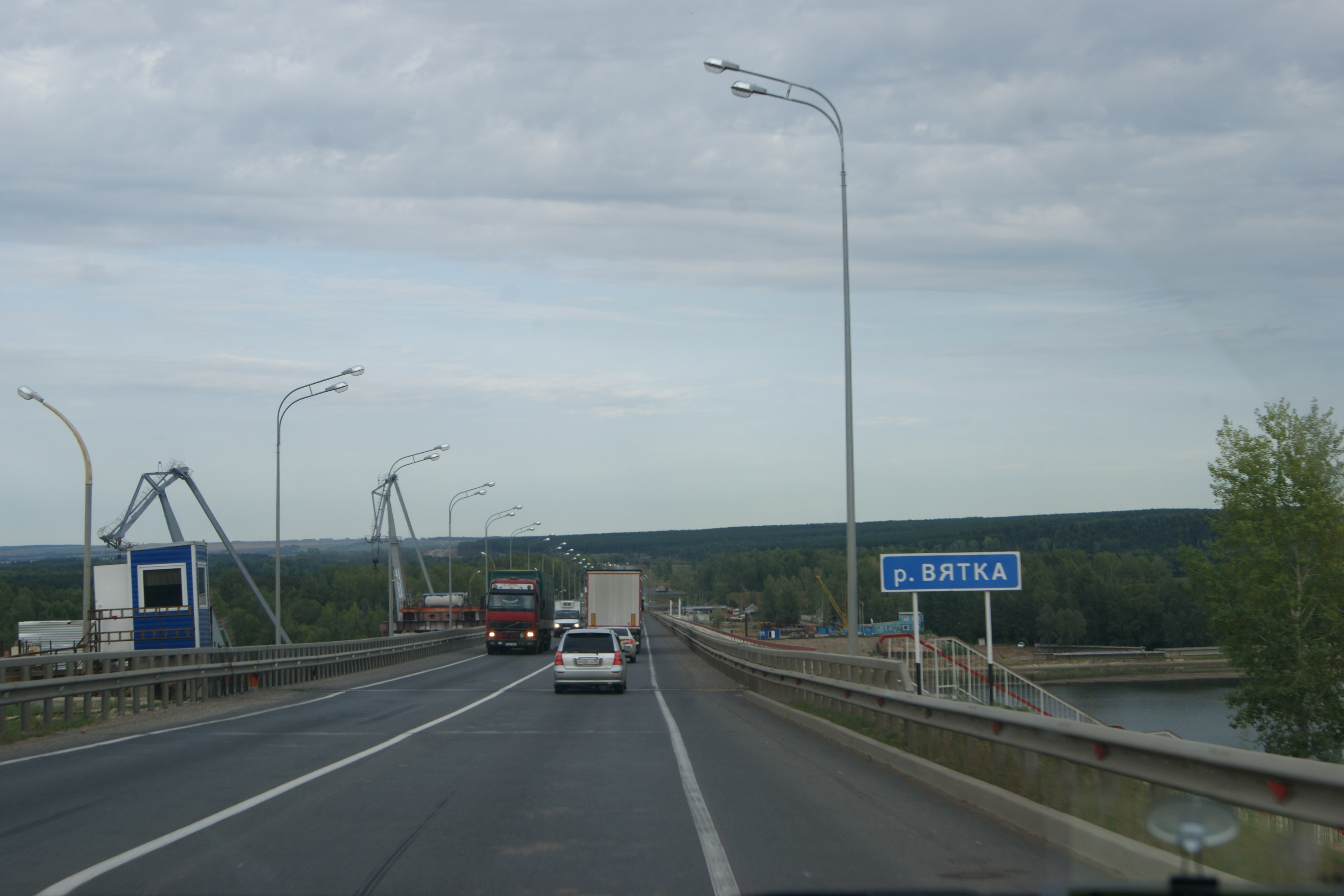
Brücke über die Wjatka bei Mamadysch (war bis 2023 Teil der M7)